# Gurgesiella
Gurgesiella (von Latein: gurges = Strudel) ist eine drei Arten umfassende Gattung kleiner Rochen, die in der Karibik und an den Küsten Südamerikas vorkommt. Sie leben dort in Tiefen von 300 bis 800 Metern und ernähren sich von kleinen Fischen und Krebstieren.

## Merkmale
Gurgesiella-Arten werden etwa 50 cm lang und haben eine rautenförmige, sehr flache Körperscheibe mit konkaven Vorderrändern und abgerundeten Hinterrändern. Die Schnauze ist abgerundet bis leicht zugespitzt. Der Rücken ist weitgehend glatt und nicht mit Dornen besetzt. Ausgewachsene Männchen entwickeln jedoch kleine Dornenfelder neben den Augen. Der Schwanz ist dünn und viel länger als die Körperscheibe. Am Ende befindet sich eine sehr kleine Schwanzflosse. Eine Rückenflosse fehlt oder befindet sich auf dem hinteren Schwanzabschnitt. Den Gurgesiella-Arten fehlt die tiefe Spalte in den Bauchflossen, die für die zwei anderen Gattungen der Familie Gurgesiellidae typisch ist. Gurgesiella-Arten sind ovipar (eierlegend). Die Eikapseln verfügen über hornartige Auswüchse.

## Arten
Zur Gattung Gurgesiella gehören drei Arten:
- Gurgesiella atlantica (Bigelow & Schroeder, 1962)
- Gurgesiella dorsalifera McEachran & Compagno, 1980
- Gurgesiella furvescens de Buen, 1959, Typusart